# NGC 315
NGC 315 é uma galáxia elíptica (E) localizada na direcção da constelação de Pisces. Possui uma declinação de +30° 21' 07" e uma ascensão recta de 0 horas, 57 minutos e 49,0 segundos.
A galáxia NGC 315 foi descoberta em 11 de Setembro de 1784 por William Herschel.